# Rostelecom Cup 2019
Rostelecom Cup 2019 – piąte w kolejności zawody łyżwiarstwa figurowego z cyklu Grand Prix 2019/2020. Zawody odbyły się od 15 do 17 listopada 2019 roku w hali Megasport Arena w Moskwie.
We wszystkich konkurencjach triumfowali Rosjanie. Wśród solistów zwyciężył Aleksandr Samarin, zaś wśród solistek Aleksandra Trusowa. W parach sportowych zwycięstwo odnieśli Aleksandra Bojkowa i Dmitrij Kozłowski, zaś w parach tanecznych Wiktorija Sinicyna i Nikita Kacałapow.

## Terminarz
| Data         | Godzina                     | Konkurencja     | Segment          |
| ------------ | --------------------------- | --------------- | ---------------- |
| 15 listopada | 14:00 UTC+03:00 / 12:00 CET | Soliści         | Program krótki   |
| 15 listopada | 16:00 UTC+03:00 / 14:00 CET | Pary taneczne   | Taniec rytmiczny |
| 15 listopada | 18:30 UTC+03:00 / 16:30 CET | Solistki        | Program krótki   |
| 15 listopada | 20:30 UTC+03:00 / 18:30 CET | Pary sportowe   | Program krótki   |
| 16 listopada | 13:30 UTC+03:00 / 11:30 CET | Soliści         | Program krótki   |
| 16 listopada | 15:40 UTC+03:00 / 13:40 CET | Pary taneczne   | Taniec rytmiczny |
| 16 listopada | 17:30 UTC+03:00 / 15:30 CET | Solistki        | Program krótki   |
| 16 listopada | 19:45 UTC+03:00 / 17:45 CET | Pary sportowe   | Program krótki   |
| 17 listopada | 13:00 UTC+03:00 / 11:00 CET | Pokazy mistrzów | Pokazy mistrzów  |

## Rekordy świata
| Rekordy świata (GOE±5) na moment rozpoczęcia zawodów (stan na 15 listopada 2019): | Rekordy świata (GOE±5) na moment rozpoczęcia zawodów (stan na 15 listopada 2019): | Rekordy świata (GOE±5) na moment rozpoczęcia zawodów (stan na 15 listopada 2019): | Rekordy świata (GOE±5) na moment rozpoczęcia zawodów (stan na 15 listopada 2019): | Rekordy świata (GOE±5) na moment rozpoczęcia zawodów (stan na 15 listopada 2019): | Rekordy świata (GOE±5) na moment rozpoczęcia zawodów (stan na 15 listopada 2019): |
| Konkurencja                                                                       | Segment                                                                           | Zawodnicy                                                                         | Punkty                                                                            | Zawody                                                                            | Data                                                                              |
| --------------------------------------------------------------------------------- | --------------------------------------------------------------------------------- | --------------------------------------------------------------------------------- | --------------------------------------------------------------------------------- | --------------------------------------------------------------------------------- | --------------------------------------------------------------------------------- |
| Soliści                                                                           | Nota łączna                                                                       | Nathan Chen                                                                       | 323,42                                                                            | Mistrzostwa świata 2019                                                           | 23 marca 2019                                                                     |
| Soliści                                                                           | Program dowolny                                                                   | Nathan Chen                                                                       | 216,02                                                                            | Mistrzostwa świata 2019                                                           | 23 marca 2019                                                                     |
| Soliści                                                                           | Program krótki                                                                    | Yuzuru Hanyū                                                                      | 110,53                                                                            | Rostelecom Cup 2018                                                               | 16 listopada 2018                                                                 |
| Solistki                                                                          | Nota łączna                                                                       | Aleksandra Trusowa                                                                | 241,02                                                                            | Skate Canada International 2019                                                   | 26 października 2019                                                              |
| Solistki                                                                          | Program dowolny                                                                   | Aleksandra Trusowa                                                                | 166,62                                                                            | Skate Canada International 2019                                                   | 26 października 2019                                                              |
| Solistki                                                                          | Program krótki                                                                    | Rika Kihira                                                                       | 83,97                                                                             | World Team Trophy 2019                                                            | 11 kwietnia 2019                                                                  |
| Pary sportowe                                                                     | Nota łączna                                                                       | Sui Wenjing / Han Cong                                                            | 234,84                                                                            | Mistrzostwa świata 2019                                                           | 21 marca 2019                                                                     |
| Pary sportowe                                                                     | Program dowolny                                                                   | Sui Wenjing / Han Cong                                                            | 155,60                                                                            | Mistrzostwa świata 2019                                                           | 21 marca 2019                                                                     |
| Pary sportowe                                                                     | Program krótki                                                                    | Jewgienija Tarasowa / Władimir Morozow                                            | 81,21                                                                             | Mistrzostwa świata 2019                                                           | 20 marca 2019                                                                     |
| Pary taneczne                                                                     | Nota łączna                                                                       | Gabriella Papadakis / Guillaume Cizeron                                           | 223,13                                                                            | World Team Trophy 2019                                                            | 12 kwietnia 2019                                                                  |
| Pary taneczne                                                                     | Taniec dowolny                                                                    | Gabriella Papadakis / Guillaume Cizeron                                           | 135,82                                                                            | World Team Trophy 2019                                                            | 12 kwietnia 2019                                                                  |
| Pary taneczne                                                                     | Taniec rytmiczny                                                                  | Gabriella Papadakis / Guillaume Cizeron                                           | 88,69                                                                             | Internationaux de France 2019                                                     | 1 listopada 2019                                                                  |

## Wyniki

### Soliści

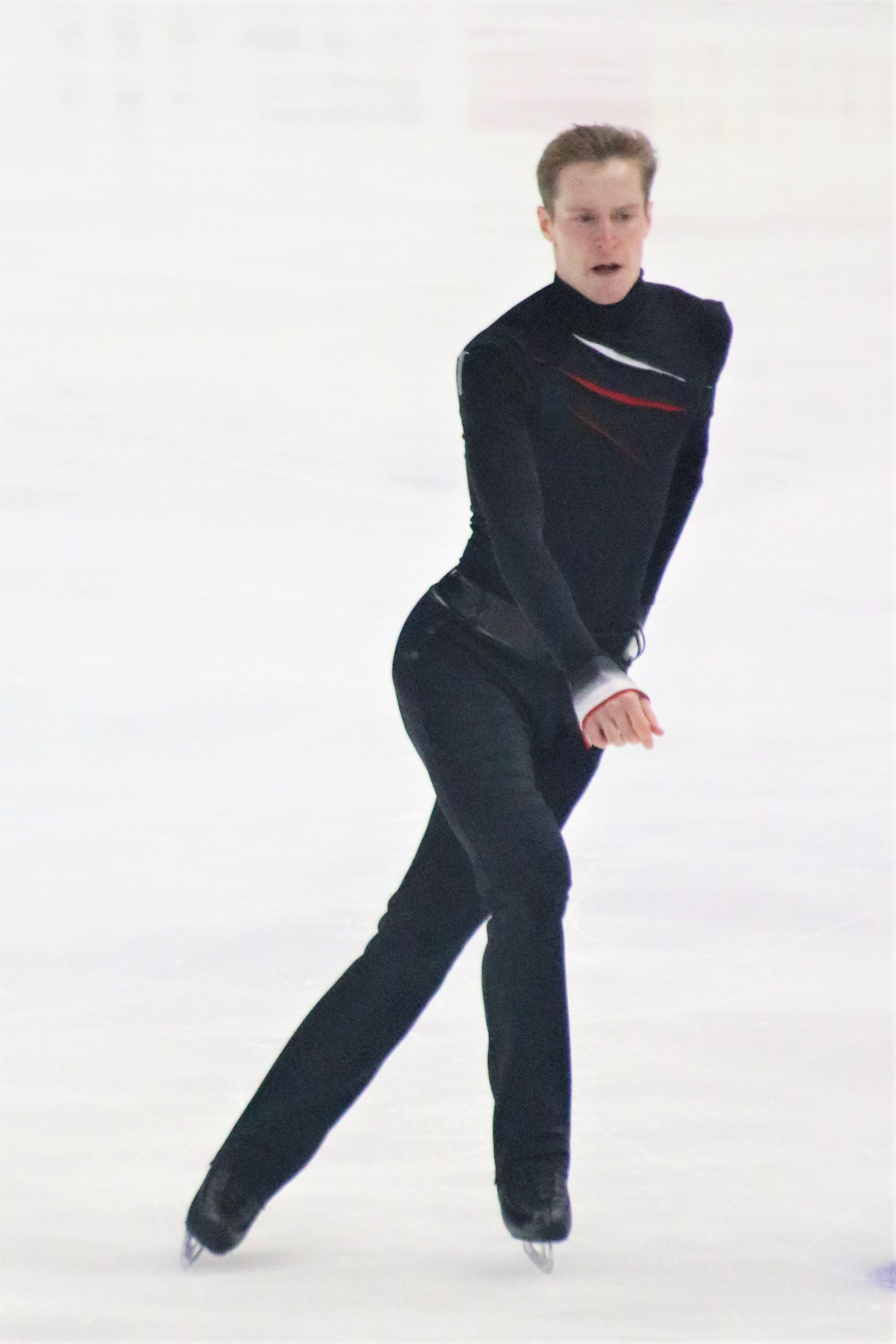
Zwycięzca wśród solistów Aleksandr Samarin (RUS)

| Poz. | Zawodnik             | Nota łączna | SP | SP    | FS  | FS     |
| ---- | -------------------- | ----------- | -- | ----- | --- | ------ |
| 1    | Aleksandr Samarin    | 264,45      | 1  | 92,81 | 1   | 171,64 |
| 2    | Dmitrij Alijew       | 259,88      | 2  | 90,64 | 2   | 169,24 |
| 3    | Makar Ignatow        | 252,87      | 3  | 87,54 | 3   | 165,33 |
| 4    | Shōma Uno            | 252,24      | 4  | 87,29 | 4   | 164,95 |
| 5    | Nam Nguyen           | 246,20      | 6  | 87,01 | 6   | 159,19 |
| 6    | Deniss Vasiļjevs     | 241,09      | 5  | 87,08 | 10  | 154,01 |
| 7    | Moris Kwitiełaszwili | 237,59      | 9  | 75,87 | 5   | 161,72 |
| 8    | Kazuki Tomono        | 237,54      | 7  | 80,98 | 7   | 156,56 |
| 9    | Michal Březina       | 236,47      | 8  | 80,27 | 8   | 156,20 |
| 10   | Alexei Krasnozhon    | 216,28      | 10 | 75,46 | 11  | 140,82 |
| 11   | Władimir Litwincew   | 209,07      | 12 | 54,42 | 9   | 154,65 |
| WD   | Danijjel Samochin    | DNF         | 11 | 56,94 | DNF | DNF    |

### Solistki

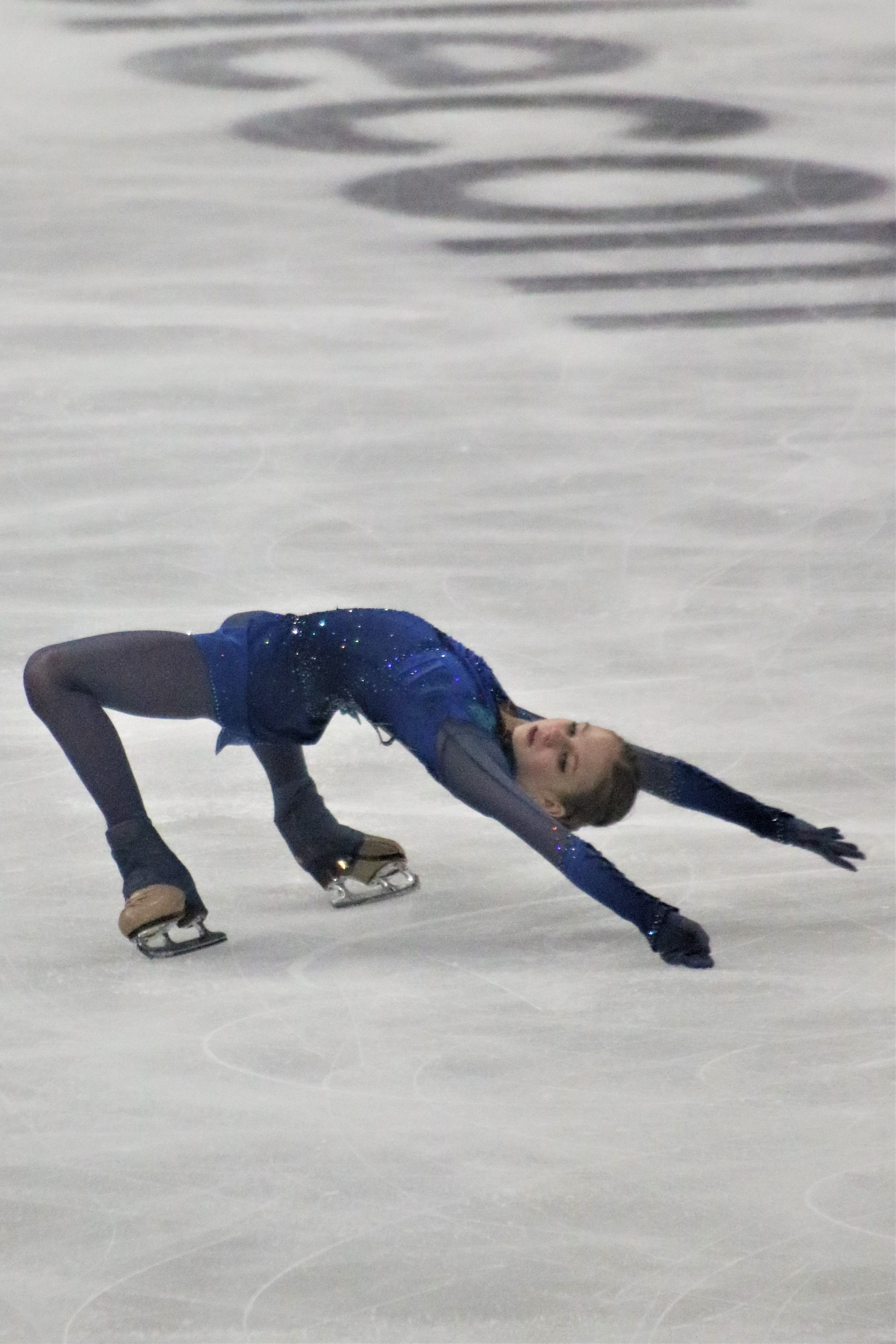
Zwyciężczyni wśród solistek Aleksandra Trusowa (RUS) wykonująca cantilever

| Poz. | Zawodniczka              | Nota łączna | SP | SP    | FS | FS     |
| ---- | ------------------------ | ----------- | -- | ----- | -- | ------ |
| 1    | Aleksandra Trusowa       | 234,47      | 2  | 74,21 | 1  | 160,26 |
| 2    | Jewgienija Miedwiediewa  | 225,76      | 1  | 76,93 | 2  | 148,83 |
| 3    | Mariah Bell              | 205,67      | 3  | 67,11 | 3  | 138,56 |
| 4    | Satoko Miyahara          | 192,42      | 6  | 63,09 | 4  | 129,33 |
| 5    | Jekatierina Riabowa      | 187,77      | 5  | 64,01 | 6  | 123,76 |
| 6    | Yuhana Yokoi             | 182,68      | 10 | 56,51 | 5  | 126,17 |
| 7    | Alexia Paganini          | 179,69      | 4  | 65,12 | 9  | 114,57 |
| 8    | Chen Hongyi              | 175,77      | 9  | 57,17 | 7  | 118,60 |
| 9    | Nicole Schott            | 172,08      | 8  | 57,29 | 8  | 114,79 |
| 10   | Yuna Shiraiwa            | 170,03      | 7  | 60,57 | 10 | 109,46 |
| 11   | Stanisława Konstantinowa | 156,94      | 11 | 54,36 | 11 | 102,58 |
| 12   | Emmi Peltonen            | 152,50      | 12 | 52,46 | 12 | 100,04 |

### Pary sportowe

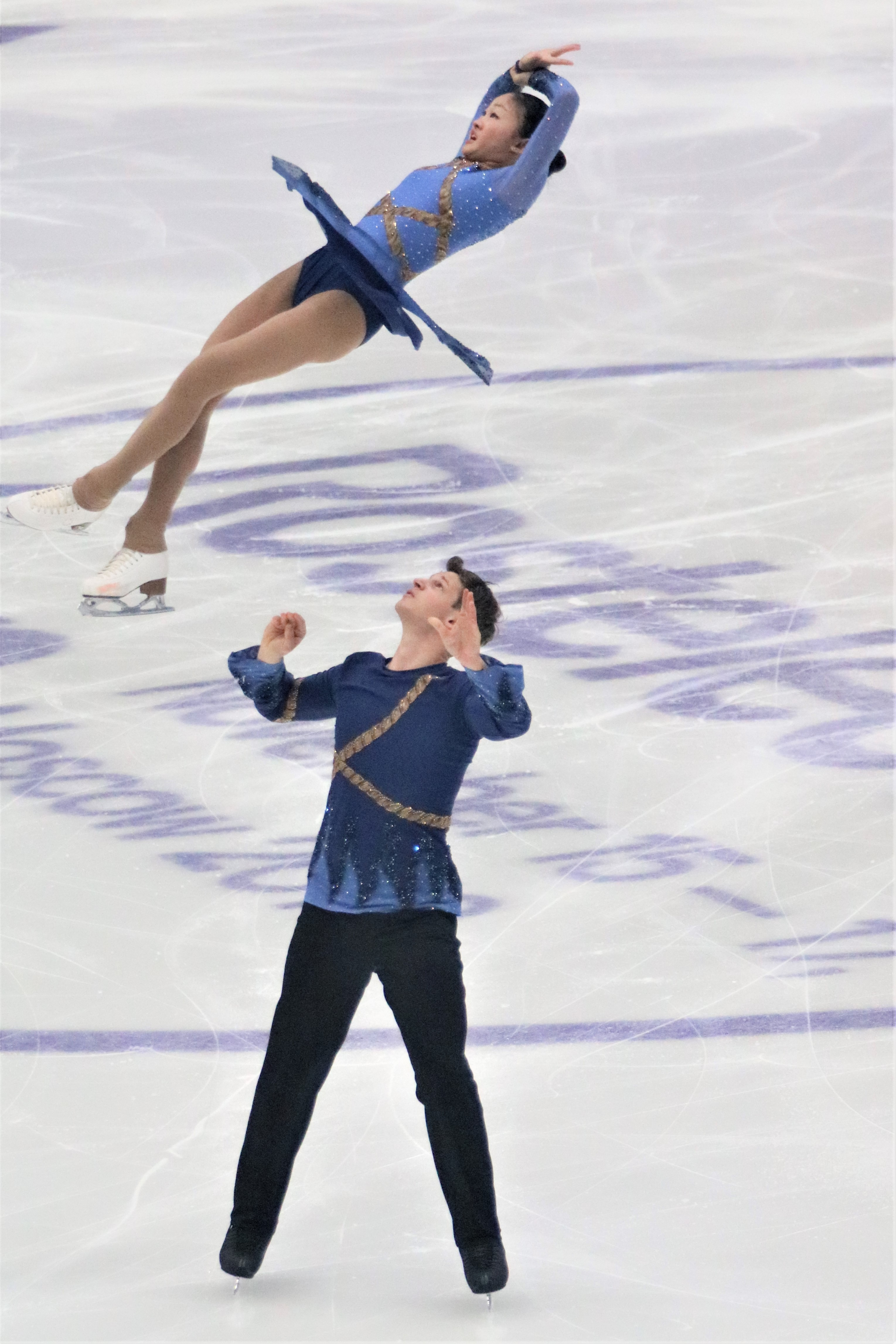
Para sportowa Audrey Lu / Misha Mitrofanov (USA) wykonująca podnoszenie twistowe

| Poz. | Zawodnicy                              | Nota łączna | SP | SP    | FS | FS     |
| ---- | -------------------------------------- | ----------- | -- | ----- | -- | ------ |
| 1    | Aleksandra Bojkowa / Dmitrij Kozłowski | 229,48      | 1  | 80,14 | 1  | 149,34 |
| 2    | Jewgienija Tarasowa / Władimir Morozow | 216,77      | 2  | 76,81 | 2  | 139,96 |
| 3    | Minerva Fabienne Hase / Nolan Seegert  | 186,16      | 4  | 67,74 | 4  | 118,42 |
| 4    | Miriam Ziegler / Severin Kiefer        | 182,02      | 6  | 61,84 | 3  | 120,18 |
| 5    | Ksienija Stołbowa / Andriej Nowosiołow | 177,51      | 3  | 68,74 | 5  | 108,77 |
| 6    | Evelyn Walsh / Trennt Michaud          | 168,96      | 5  | 62,76 | 7  | 106,20 |
| 7    | Rebecca Ghilardi / Filippo Ambrosini   | 162,76      | 7  | 55,08 | 6  | 107,68 |
| 8    | Audrey Lu / Misha Mitrofanov           | 153,61      | 8  | 54,03 | 8  | 99,58  |

### Pary taneczne
| Poz. | Zawodnicy                                | Nota łączna | RD | RD    | FD | FD     |
| ---- | ---------------------------------------- | ----------- | -- | ----- | -- | ------ |
| 1    | Wiktorija Sinicyna / Nikita Kacałapow    | 212,15      | 1  | 86,09 | 1  | 126,06 |
| 2    | Piper Gilles / Paul Poirier              | 207,64      | 2  | 82,56 | 2  | 125,08 |
| 3    | Sara Hurtado / Kiriłł Chalawin           | 185,01      | 3  | 72,01 | 3  | 113,00 |
| 4    | Natalia Kaliszek / Maksym Spodyriew      | 178,70      | 4  | 69,97 | 4  | 108,73 |
| 5    | Allison Reed / Saulius Ambrulevičius     | 175,43      | 5  | 69,79 | 6  | 105,64 |
| 6    | Anastasija Szpilewaja / Grigorij Smirnow | 172,93      | 6  | 67,04 | 5  | 105,89 |
| 7    | Marjorie Lajoie / Zachary Lagha          | 169,90      | 8  | 64,70 | 7  | 105,20 |
| 8    | Adelina Galyavieva / Louis Thauron       | 164,79      | 9  | 63,22 | 8  | 101,57 |
| 9    | Anastasija Skopcowa / Kiriłł Aloszyn     | 164,64      | 7  | 66,52 | 9  | 98,12  |
| 10   | Jasmine Tessari / Francesco Fioretti     | 154,44      | 10 | 62,68 | 10 | 91,76  |